# Mylau
Mylau este un oraș din landul Saxonia, Germania.